# Mama Lova
Pour les articles homonymes, voir Lova.
Pour plus de détails, voir Fiche technique et Distribution.
Mama Lova est un film français réalisé par Thomas Szczepanski, sorti en 2009.

## Synopsis
Lucas est un adolescent délaissé par sa mère. Élève médiocre et insolent dans un lycée hôtelier il n'est pas heureux. C'est le jour de ses 20 ans qu'il prend la décision de s'en aller et de retourner dans le sud à la recherche de son père et de ses racines. Durant ce parcours initiatique, il va croiser le chemin de Lili, 27 ans, une jeune photographe qui, elle aussi, cherche à réunir sa famille éclatée. Pendant ce voyage, les deux personnages vont partager leur peines, leurs joies, et apprendre à se connaître autant l'un sur l'autre, que sur eux-mêmes.

## Fiche technique
- Titre : Mama Lova
- Réalisation, Scénario, Montage : Thomas Szczepanski
- Assistant Réalisateur : Antonin Schopfer
- Cadre : Sylvain Bourjac
- Musique : Fabio Poujouly, Attila Faravelli, Frederic Gateau, Armand Ziutek, UK-HUNT, David Epi/ Pascal Gibeaux/ Laurent Delpech
- Son : Nicolas Verdoux, Jonas Turbeaux, Guillaume Beylard
- Pays d'origine :  France
- Format : couleur - Format : 1.77 original - 16/9ème
- Genre : comédie/ road Movie
- Durée : 72 minutes

## Distribution
- Jean-Claude Dreyfus : Le père de Lili
- Antoine Basler : Le surveillant
- Zuriel de Peslouan : Lucas
- Elsa Galles : Lili
- Paulin Scavone : Théo
- Françoise Cretu : Mère de Lucas
- Eric Szczepanski : Père de Lucas
- Georges Ferret : Philipe
- Chantal Baux : Mère de Lili
- René-Paul Delcaire : Le proviseur
- Olivier Delcaire : Maxime
- Guillaume Beylard : Guillaume
- Clément Clavel : Professeur
- Etienne Durot : Elève de la classe de Lucas
- Romain Destrade : Le fils "catho"
- Sophie Chamoux : L'Infirmière